# 霍赫希恩山
47°48′24″N 13°40′00″E / 47.80661°N 13.66678°E
霍赫希恩山（德語：Hochhirn），是奧地利的山峰，位於該國北部，由上奧地利州負責管轄，屬於赫倫格山的一部分，海拔高度1,648米，每年平均降雨量1,801毫米。